# Kiirunavaara
Kiirunavaara (en sami del norte: Gironvárri o Kierunavaara: "monte de la perdiz nival", en finés) es una montaña en Kiruna, en el extremo norte de Suecia, que contiene según se cree los más grandes cuerpos de mineral de hierro del mundo. La empresa minera sueca LKAB (Luossavaara-Kiirunavaara Aktiebolag), ha estado explotando la montaña desde el comienzo del siglo XX.